# Kubastorsvala
Kubastorsvala (Progne cryptoleuca) är en fågel i familjen svalor inom ordningen tättingar.

## Utseende och läte
Kubastorsvala är en stor (18–19 cm) och kraftigt svala med kluven stjärt. Könen har tydligt skilda dräkter. Hanen är i stort sett helt glansigt purpurblå och är i fält helt lik blå storsvala. I handen syns dock ett dold vitt band på nedre delen av buken.
Honan, liksom ungfågeln, är mer sotbrun med en ostreckad vit buk som kontrastarer tydligt mot brunt på bröst, sidor, strupe och hake. Den är mycket lik hona av både blå storsvala och karibstorsvala. Blå storsvala har dock fjälligt mönster på bröstet och ofta tunna streck på buken som kubastorsvalan saknar. Hona karibstorsvala är i stort sett identisk, utom att kubastorsvalan möjligen har mer begränsat brunt på bröstet.
Bland lätena hörs hårda "churr", sträva "zwick-zwick" och ett melodiskt gurglande.

## Utbredning och systematik
Arten förekommer på Kuba och Isla de la Juventud. Den uppträder sporadiskt i södra Florida. Den behandlas som monotypisk, det vill säga att den inte delas in i några underarter. 
Genetiska studier visar att arten står närmast karibstorsvalan. Dessa bildar en grupp med mexikanska sinaloastorsvalan och centralamerikanska populationen av gråbröstad storsvala. Blå storsvala är, trots liknande utseende, mer avlägset släkt.

## Levnadssätt
Kubastorsvala födosöker akrobatiskt i luften över en rad olika miljöer, framför allt i närheten av vatten. Den väljer ofta exponerade sittplatser, inklusive telefontrådar inne i byar. Fågeln hittas vanligen i flockar om upp till 20 fåglar, ibland tillsammans med andra svalarter.

## Status och hot
Arten har ett relativt stort utbredningsområde och populationen verkar stabil. Utifrån dessa kriterier kategoriserar IUCN arten som livskraftig (LC).